# Tatedualitet
Inom matematiken är Tatedualitet eller Poitou–Tatedualitet en dualitetssats för Galoiskohomologigrupper av moduler över Galoisgruppen av en algebraisk talkropp eller lokal kropp, introducerad av Tate (1962) och Poitou (1967).

### Allmänna källor
- Haberland, Klaus (1978), Galois cohomology of algebraic number fields, VEB Deutscher Verlag der Wissenschaften, http://books.google.com/books?id=PwbvAAAAMAAJ
- Poitou, Georges (1967), ”Propriétés globales des modules finis”, Cohomologie galoisienne des modules finis, Séminaire de l'Institut de Mathématiques de Lille, sous la direction de G. Poitou. Travaux et Recherches Mathématiques,, "13", Paris: Dunod, s. 255–277, http://books.google.com/books?id=E3GmAAAAIAAJ
- Tate, John (1963), ”Duality theorems in Galois cohomology over number fields”, Proceedings of the  International Congress of Mathematicians (Stockholm, 1962), Djursholm: Inst. Mittag-Leffler, s. 288–295, arkiverad från ursprungsadressen  den 2011-07-17, https://web.archive.org/web/20110717144510/http://mathunion.org/ICM/ICM1962.1/